# Offensive Junger Christen
Die Offensive Junger Christen (OJC) e. V. (englisch: Reichenberg Fellowship) ist eine ökumenische Kommunität unter dem Dach der Evangelischen Kirche in Deutschland (EKD), die als Teil der volksmissionarischen und seelsorgerlichen Fachverbände Mitglied im Evangelischen Werk für Diakonie und Entwicklung e. V. der EKD ist. Sie wurde unter dem Namen Christen in der Offensive e. V. gegründet; ihr Sitz ist in Reichelsheim im Odenwald.  Zu ihr gehören das Deutsche Institut für Jugend und Gesellschaft und die OJCOS-Stiftung.

## Kommunität

### Geschichte
Die Kommunität entstand ursprünglich in der 68er-Zeit im bewussten Gegensatz zu den anderen „68ern“ als christliche Kommune um die Familie von Irmela und Horst-Klaus Hofmann in Bensheim. Als Leitender Sekretär des CVJM Mannheim veranstaltete Hofmann mit dem CVJM christliche Jugendtreffen in den Räumen der Evangelischen Marienschwesternschaft in Darmstadt.
Am 20. Juli 2004 wurde aus Anlass des 80. Geburtstages und ersten Todestages der OJC-Gründerin Irmela Hofmann die gemeinnützige ojcos-Stiftung ins Leben gerufen. Das anfängliche Stiftungsvolumen betrug 250.000 Euro.
Die Kommune wurde aus vereinsrechtlichen Gründen ursprünglich mit dem Namen Christen in der Offensive e. V. als eingetragener Verein gegründet, nannte sich aber, wo es rechtlich nicht verbindlich war, von Anfang an Offensive Junger Christen. Auf Beschluss der Mitgliederversammlung vom 13. September 2005 wurde am 28. September 2005 im Vereinsregister offiziell der Name Offensive Junger Christen – OJC e. V. eingetragen. Im Jahr 2008 wurde aus der Kommune eine Kommunität. Erster Prior der Kommunität war Dominik Klenk; am 17. Mai 2012 folgte Konstantin Mascher. Seit 9. Mai 2024 ist Gerlind Ammon-Schad als erste Frau Priorin der Kommunität.

### Ausrichtung, Mitgliedschaften, Mitglieder
Die OJC ist Mitglied der Deutschen Evangelischen Allianz und im Evangelischen Werk für Diakonie und Entwicklung e. V. der EKD als einer der dort angegliederten „volksmissionarischen und seelsorgerlichen Fachverbände“. Weitere formelle Mitgliedschaften bestehen unter anderem zum ökumenischen CVJM Westbund (durch das Reichelsheimer Europäische Jugendzentrum) sowie zu netzwerk-m. Seit dem 10. September 1999 versteht sich die OJC als ökumenische Kommunität und hat dies als Auftrag in ihrer Satzung verankert. Sie teilt die Ökumenizität als „Merkmal kommunitärer Spiritualität“ mit anderen Kommunitäten. Gemäß der Verschiedenheit ihrer Schattierungen kann die OJC in der Öffentlichkeit als „evangelikal“, „ökumenisch“, in älteren Publikationen als „evangelisch“ oder vereinzelt als „pietistisch“ bezeichnet werden.
Die Kommunität besteht aus circa 100 Mitgliedern, die verschiedenen Konfessionen angehören, sowie aus einer Jahresmannschaft (FSJler) und einer Anzahl mitlebender Gäste. Besondere Mitglieder waren der niederländische Theologe Bas Leenman und seine Frau Theuna, die von 1992 bis 1997 in der OJC lebten.

### Betätigungsfelder
Die OJC beschreibt ihren kommunitären Weg als den Auftrag, „Menschen in Christus Heimat, Freundschaft und Richtung zu geben“. Neben einer regen publizistischen Tätigkeit engagiert sie sich in praktischer Entwicklungshilfe und Völkerverständigung, besonders auch mit Israel (Disraelis-Projekt von Ilan Brunner). Die OJC gehört zur Reichelsheimer Aktionsgruppe Stolpersteine, die sich dafür einsetzt, Stolpersteine für deportierte, ermordete oder in den Suizid getriebene Reichelsheimer Bürger jüdischen Glaubens von dem Künstler Gunter Demnig verlegen zu lassen. Auf Schloss Reichenberg gibt es das religionspädagogische Erfahrungsfeld Wege zum Leben in Form eines Erlebnisparcours für Schulklassen, Konfirmanden, Jugend- und Gemeindegruppen und Familien.
In Argentinien, Kroatien, Kongo und der Russischen Föderation arbeitet sie in der Entwicklungszusammenarbeit. Seit 1993 führt die Offensive Junger Christen internationale Baucamps in Deutschland, Nordmazedonien, Kroatien und Russland durch, wo junge Leute zwischen 16 und 26 Gelegenheit haben, mit Gleichaltrigen aus verschiedenen Nationen, Konfessionen und Sprachen zusammenzuarbeiten. Die Arbeit der OJC auf den Philippinen wurde 2007 in einer Antwort der Bundesregierung auf eine Anfrage über Maßnahmen von Nichtregierungsorganisationen zugunsten von Kindern in den Jahren 2005 bis 2007 als eine von 121 Maßnahmen erwähnt, die vom Bundesministerium für wirtschaftliche Zusammenarbeit und Entwicklung (BMZ) gefördert wurde. Von insgesamt 15,7 Millionen Euro Fördermitteln, die zwischen 2005 und 2007 vergeben wurden, erhielt die OJC einmalig 108.000 Euro.
Die OJC unterhält Kontakte zu Nachfahren von Mitgliedern der jüdischen Gemeinde Reichelsheim, die nach Israel und in die USA ausgewandert sind. Anlässlich der Enthüllung einer Gedenktafel zur Erinnerung an die frühere Reichelsheimer Synagoge im Juni 2017 organisierte die Kommunität eine Ausstellung im Regionalmuseum Reichelsheim mit Bildern von Alexander Dettmar „Synagogen von einst“.
Die Offensive Junger Christen gibt die Zeitschriften Salzkorn. Anstiftung zum gemeinsamen Christenleben (Freundesbrief, 4× jährlich) und Hoffen (vorher: Brennpunkt Seelsorge. Beiträge zur biblischen Lebensberatung, 2× jährlich) heraus.

### Finanzierung
Die OJC finanziert sich hauptsächlich aus Spenden. Manche Projekte werden mit Bundesmitteln unterstützt. 

## Deutsches Institut für Jugend und Gesellschaft
Mit dem Deutschen Institut für Jugend und Gesellschaft (DIJG, in Übersetzungen: German Institute for Youth and Society, GIYS) (die Leitung ist seit mehreren Jahren vakant) geht die OJC einer apologetischen Aufgabe nach, bei der es ihr nicht um „ein unbehaustes Wissen, sondern um ein Wissen, das dem Leben dient“, gehe.
Unter diesem Vorzeichen und unter dem Namen des DIJG veröffentlicht die OJC eine Auswahl an Forschungsergebnissen und Aufsätzen. Viele dieser Veröffentlichungen erscheinen in eigenen Publikationen wie der Zeitschrift Bulletin. Die Eigenschaft des DIJG als „Forschungseinrichtung“ gehört zum Selbstverständnis bzw. Präsentation der OJC.

### Geschichte und thematische Schwerpunkte
Das DIJG wurde 1969 als „Institut für Jugend und Gesellschaft, Bensheim“ gegründet. In den 1970er Jahren war die Auseinandersetzung mit sogenannten Sekten einer der Arbeitsschwerpunkte. In diesem Zusammenhang entstanden verschiedene Publikationen. Dazu gehört die Studie „Differentielle Wirkungen der Praxis der Transzendentalen Meditation – Eine empirische Analyse pathogener Strukturen als Hilfe für die Beratung“, die vom Bundesministerium für Jugend, Familie und Gesundheit (SPD) finanziert wurde.
In den 1980er Jahren entwickelten sich die Lebensbedingungen der Menschen im südlichen Afrika zu einem Arbeitsschwerpunkt. Das Institut setzte sich mit Gewalt, struktureller Gewalt und Gewaltlosigkeit aus politischer, sozialethischer und theologischer Perspektive auseinander. In Zusammenhang damit wurden in Zusammenarbeit mit der OJC Landwirtschaftsprojekte für schwarze Jugendliche und Frauen unterstützt.
Seit den 1990er Jahren kam es im Angesicht eines zusammenwachsenden Europas zu mehreren Symposien und Buchpublikationen. Dabei kamen jüdische, christliche und muslimische Experten ins Gespräch. Seit der ersten Tagungsreihe im Zeichen des zentralen Themas der Versöhnung gibt es regelmäßige bilaterale Versöhnungsreisen zwischen Deutschen und Israelis (besonders „Disraelis“ = disabled Israelis, von Terroranschlägen Verwundete).
Während auch die Themen Menschenrechte und Diakonat zu den Arbeitsgebieten des Instituts gehört haben, richtet sich seine Tätigkeit in jüngeren Jahren vor allem auf eine Bewahrung und Verstärkung des heteronormativen Konzepts der Familie, wozu auch Gegenpositionen zum Konzept des Gender-Mainstreaming gehören.

### Familienbild
Das DIJG bezeichnet ein verheiratetes Elternpaar, das für seine gemeinsamen leiblichen Kinder sorgt, als „traditionelle Familienstruktur“. In der so definierten Familienstruktur sieht das DIJG die weitaus beste Voraussetzung für eine gesunde Entwicklung von Kindern und führt dazu die soziologische Metastudie der Soziologin Barbara Schneider et alii an. Insbesondere in der Erziehung sollten diese Vorstellungen von Ehe und Familie, die auch dem ethischen Konsens vieler Kirchen entsprechen, exklusiv als Leitmodell positiv dargestellt und erfahren werden. Andere Familienformen sollen durch Staat und Gesellschaft nicht gefördert werden, da das DIJG darin das Recht des Kindes auf seinen Ursprung verletzt sieht. Die Weitergabe von Sperma oder Leihmutterschaft sollte weiterhin strengen Auflagen unterliegen oder verboten bleiben. Nach Christl Ruth Vonholdt gebe es in der Forschung zahlreiche Hinweise darauf, dass „Vaterentbehrung und Mutterentbehrung“ mit einer wesentlich höheren Rate an psychischen Störungen bei den Kindern verknüpft sei und belegt dies mit Studien. Das DIJG vermeidet die Verwendung des Begriffs „Ehe“ außerhalb des heterosexuellen Kontextes.
Aus diesen und ähnlichen Erwägungen lehnt das DIJG die rechtliche Anerkennung gleichgeschlechtlicher Partnerschaften ab, die sie als weitere „Angleichung der homosexuellen Partnerschaft an die Ehe zwischen Mann und Frau“ sowie die „Angleichung der ‚homosexuellen Familie‘ an die Familie mit Vater, Mutter Kind“ bezeichnet. Es sieht darin „destruktive Auswirkungen auf die Identitätsfindung der Jungen und Mädchen der nächsten Generation“. Nur in der heterosexuellen Ehe und Familie sei die Grundlage der Gesellschaft zu sehen, die nicht durch andere Modelle aufgeweicht werden sollte. Es sieht sich dabei in der gleichen Linie wie die römisch-katholische Kirche und konservative Juden wie Dennis Prager; siehe auch Homosexualität und römisch-katholische Kirche. Gleichgeschlechtliche Lebensweisen sollen durch die staatlichen Bildungseinrichtungen nicht als normal oder erstrebenswert dargestellt werden, denn unter solchen Umständen fürchtet die OJC verstärktes freiwilliges sexuelles Experimentieren der Kinder. Aus diesem Grund wendet es sich gegen öffentliche Empfehlungen für Kinderbücher, wie beispielsweise das Buch Papas Freund von Michael Willhoite, in dem eine Mutter ihrem Kind sagt „Schwulsein ist nur eine andere Art zu lieben“, und gegen die Aufnahme solcher Bücher in öffentliche Bibliotheken.

### Positionen und Kontroversen zur sexuellen Orientierung
Die evangelikal geprägte OJC und das Deutsche Institut für Jugend und Gesellschaft stand mehrfach medial in der Kritik, Konversionstherapien homosexueller Menschen anzubieten.
Dem DIJG zufolge sei gelebte Homosexualität mit vielen Risiken behaftet. Das DIJG zitiert Studien, die eine hohe Promiskuität unter Homosexuellen belegen würden. Eine dieser Studien (Amsterdamer Studie von Maria Xiridou et al.) wird so interpretiert, dass Partnerschaften von homosexuellen Männern eine belegte durchschnittliche Dauer von 1,5 Jahren hätten, mit währenddessen durchschnittlich 8 Sexualpartnern außerhalb der Beziehung. Allerdings wird dieses Ergebnis aufgrund des expliziten Ausschlusses monogam lebender Personen in dieser Studie als verzerrt kritisiert. Dies werde dennoch weiterverbreitet. Das DIJG präsentiert weiterhin verschiedene internationale Studien (entstanden in den Jahren 1998–2005), die nahelegen, dass der „homosexuelle Lebensstil“ häufig zu schweren Depressionen, Nikotin- und Alkoholabhängigkeit, Drogenmissbrauch etc. führe.
In einer Positionsbestimmung vom April 2008 erklärt das DIJG, dass es sich für Personen einsetze, „die ihre homosexuellen Impulse als unvereinbar mit ihren Wünschen, Überzeugungen und Lebenszielen ansehen“. Homosexuell empfindende Menschen hätten das Recht, einen Weg der Veränderung mit dem Ziel der Abnahme ihrer homosexuellen Impulse zu gehen.
Schon im Frühjahr 2006 gab das DIJG an, nach wie vor Anfragen von Menschen zu erhalten, die ihre Homosexualität zu Heterosexualität verändern wollen. Von der Unionsfraktion im Bundestag sowie der damaligen hessischen Landesregierung (an der nur die CDU beteiligt war) hatte es im Vorfeld von parlamentarischen Abstimmungen zu Gesetzentwürfen, die den Ausbau der Lebenspartnerschaft zum Inhalt hatten und bei denen die CDU und CSU gegen einen solchen Ausbau waren, Anfragen zur Stellungnahme erhalten.
Infolge dieser Anfragen wurde Vonholdt vom Bundestag als Sachverständige zum Thema Homosexualität und Familie angehört.
Das Institut verwendet nicht das sexualwissenschaftliche Konzept der sexuellen Orientierung oder der sexuellen Identität, sondern spricht vor allem von einer sexuellen Neigung, wie etwa „transsexuelle [sic] oder andere“. In diesem Sinne wird die Formulierung „sexuelle Orientierung“ verwendet. Identität gebe es nur für Mann oder Frau, die einander anzögen und ergänzten. Alles andere betrachtet das Institut als Störung der Identität.
Das DIJG vertritt bezüglich der Entstehung von Homosexualität ein tiefenpsychologisches Entwicklungsmodell, das von Joseph Nicolosi entwickelt wurde. Nicolosi sah „zahlreiche Hinweise darauf, dass homosexuelle Neigungen in einem komplizierten Entwicklungsprozess erworben würden“, und glaubte, dass frühkindliche emotionale Verwundungen zu einer Verunsicherung des Kindes in seiner geschlechtlichen Identität führen würden. Nach Nicolosi solle diese Verunsicherung eine entscheidende Rolle bei der Entwicklung einer homosexuellen Identität spielen. Christl Vonholdt teilt diese Ansichten: „Dazu gehören bestimmte Probleme innerhalb der familiären Beziehungen in der Kleinkindphase, sexueller Missbrauch, Gefühle der Minderwertigkeit und des Nicht-Dazugehörens gegenüber gleichgeschlechtlichen Gleichaltrigen und aus dem allen folgend Verunsicherungen in der eigenen männlichen oder weiblichen [immer heterosexuellen] Identität.“ Bei den familiären Beziehungen gehe es um das ungestillte Bedürfnis nach Liebe und Zuwendung durch den gleichgeschlechtlichen Elternteil.
Die OJC vertritt zu Fragen der sexuellen Orientierung viele Standpunkte der Ex-Gay-Bewegung. So ist sie beispielsweise Mitglied bei der Ex-Gay-Dachorganisation Positive Alternatives to Homosexuality, zitiert Ex-Gay-Literatur, übersetzt sie ins Deutsche und lädt Vertreter der US-amerikanischen Ex-Gay-Bewegung zu Fachvorträgen und Seminaren ein. Organisationen wie Homosexuelle und Kirche, der LSVD oder die BAG Schwulenpolitik von Bündnis 90/DIE GRÜNEN kritisieren die von der OJC vertretenen Standpunkte zur Homosexualität.
Der DIJG äußert sich dahingehend, dass Homosexuelle, die „unter ihrer Orientierung litten“, ein „Recht auf therapeutische Begleitung hätten“. Es ist der Ansicht, dass mit geeigneter Therapie eine Stärkung eines postulierten heterosexuellen Empfindens und eine Schwächung der tatsächlich vorhandenen homosexuellen Impulse persönlichkeitsverträglich möglich sei und im Zusammenhang mit einer ganzheitlichen Befreiung des Menschen im Sinne des christlichen Glaubens stehe. Um dieses Ziel zu erreichen, sei es wichtig, dass alle Menschen eine klare Vorstellung von Mann und Frau hätten, bei der die heterosexuelle Ehe sowie enthaltsame Beziehungen die einzig erstrebenswerten Beziehungsformen seien.
Aufgrund der starken Fokussierung des DIJG auf das Thema Homosexualität wird Kritik vor allem aus der Lesben- und Schwulenbewegung sowie einiger Journalisten geäußert. Laut Steffens und Wagner stelle das DIJG die Forschung zur sexuellen Orientierung verzerrt dar und vertrete Positionen, die nicht im Einklang mit berufsethischen Prinzipien von akademischen Heilberufen auf nationaler und internationaler Ebene stünden. Die vom ehemaligen rechtspolitischen Sprecher der Unionsfraktion, Norbert Geis, initiierte Entscheidung der CDU/CSU-Bundestagsfraktion im Rechtsausschuss des Deutschen Bundestages, Christl Vonholdt zu einer Anhörung über Adoption durch gleichgeschlechtliche Paare einzuladen, wurde parteiintern von den Lesben und Schwulen in der Union (LSU) kritisiert. Im Zuge einer abgesagten Veranstaltung im Rahmen des Christivals 2008 wurde das DIJG ebenfalls Thema von kritischen Anfragen; Leiter des OJC erklärten daraufhin ihre Haltung zur Homosexualität im Rahmen einer Pressekonferenz.
In einer Kleinen Anfrage im Hessischen Landtag im November 2012 problematisierte Kai Klose (Bündnis 90/Die Grünen) die potentielle Schädlichkeit sogenannter Konversionstherapien vor dem Hintergrund des Angebotes von Stellen für ein „Freiwilliges Soziales Jahr“ (FSJ) durch die OJC, die durch Landesmittel bezuschusst werden: Seiner Meinung nach könne es „nicht sein, dass eine Organisation mit einer so kruden Geisteshaltung mit jungen Menschen“ zusammenarbeite. Der Sozialminister des Landes Hessen, Stefan Grüttner (CDU), verwies darauf, dass die OJC zur Trägergruppe der evangelischen Kirche gehöre und das Land die Mittel für das FSJ nicht einfach streichen könne, sagte jedoch eine Überprüfung zu. Nach Angaben seines Ministeriums wurden seit 2009 13 FSJ-Stellen bei der OJC durch das Land Hessen mit insgesamt 13.000 € gefördert. In einer Reihe von Stellungnahmen stellten die OJC und das DIJG klar, das Institut biete keinerlei Therapien an, auch nicht zu einer „Heilung“ von Homosexuellen. Es berate Ratsuchende ergebnisoffen und verweise auf Therapiemöglichkeiten. Ihr Einsatz gelte der Minderheit derjenigen Homosexuellen, die ihre Homosexualität als „ich-dyston“ erlebten. Ihnen müsse das Recht und die Freiheit eingeräumt werden, in einer Therapie „ausloten zu dürfen, ob ihre Homosexualität möglicherweise lebensgeschichtlich bedingt“ sei „oder mit ungelösten seelischen Konflikten zu tun“ habe, die dann in einer Therapie bearbeitet werden könnten. Therapien selbst würden jedoch lediglich von anerkannten Fachleuten mit anerkannten Methoden durchgeführt. Die Freiwilligen des FSJ kämen nur am Rande mit diesen Themen in Berührung und seien in ihrer Meinungsfreiheit nicht eingeschränkt. In einem Gespräch mit Diakonie-Präsident Johannes Stockmeyer erklärten Vertreter der OJC, dass sie „Homosexualität nicht als psychische Erkrankung bewerten und somit auch nicht als therapiebedürftig betrachten“. Daraufhin erklärte das zuständige Diakonische Werk der EKD die Vorwürfe für ausgeräumt. Es sei Konsens des Gespräches gewesen, dass „jede Form der Diskriminierung einer sexuellen Orientierung sowohl aus theologischen als auch aus medizinischen Gründen abzulehnen“ sei.
Im Mai 2020 veröffentlichte das Institut eine Stellungnahme zum Gesetz zum Schutz vor Konversionsbehandlungen.

### Kooperationen und Mitgliedschaften
Derzeit kooperiert das Deutsche Institut für Jugend und Gesellschaft mit den folgenden Einrichtungen:
- American Anglican Council, Washington D.C., USA
- Institut ekumenických studií v Praze, Prag, Tschechien
- Institute on Religion and Democracy, Washington D.C., USA
- Odwaga, Lublin, Polen (r.k., bezieht sich vor allem auf katholische Schriften und Richard Cohen)
- Oxford Centre for Mission Studies, Oxford, U.K.
- The Alliance for Therapeutic Choice and Scientific Integrity (ATCSI), USA

## Veröffentlichungen von Mitgliedern der OJC
- Differentielle Wirkungen der Praxis der Transzendentalen Meditation (TM) – Eine empirische Analyse pathogener Strukturen als Hilfe für die Beratung. Selbstverlag, Bensheim 1980.
- Offensive Junger Christen: Homosexualität und christliche Seelsorge. Dokumentation eines ökumenischen Symposiums. Veranstaltet vom Deutschen Institut für Jugend und Gesellschaft (OJC), Reichelsheim. Offensive Junger Christen / Aussaat Verlag, Neukirchen-Vluyn 1995, ISBN 3-7615-4911-3.
- Christl Ruth Vonholdt (Hrsg.): Striving for Gender Identity: Homosexuals and Christian Counseling. A workbook for the Church. Selbstverlag, Reichelsheim 1996.
- Ralph Pechmann und Martin Reppenhagen (Hrsg.): Mission im Widerspruch. Religionstheologische Fragen heute und Mission morgen. Eine Veröffentlichung des Deutschen Instituts für Jugend und Gesellschaft. Neukirchen-Vluyn 1999, ISBN 3-7887-1770-X.
- Ralph Pechmann und Martin Reppenhagen (Hrsg.): Zeugnis im Dialog der Religionen und der Postmoderne. Eine Veröffentlichung des Deutschen Instituts für Jugend und Gesellschaft. Neukirchen-Vluyn 1999, ISBN 3-7887-1769-6.
- Dominik Klenk: Riskiere dein Herz: Wunder und Wagnisse - mit Gott erlebt. Brunnen-Verlag, Gießen 2008, ISBN 3-7655-1909-X
- Ute Paul und Frank Paul (Hrsg.): Begleiten statt erobern. Missionare als Gäste im nordargentinischen Chaco. Neufeld Verlag, Neudorf bei Luhe 2010, ISBN 978-3-937896-95-3
- OJC-Kommunität und Dominik Klenk: Wie Gefährten leben. Eine Grammatik der Gemeinschaft. Brunnen Verlag, Gießen 2013, ISBN 978-3-7655-1307-7
- Ute Paul: Die Rückkehr der Zikade. Vom Leben am anderen Ende der Welt. Neufeld Verlag, Neudorf bei Luhe 2015, ISBN 978-3-86256-060-8
- Konstantin Mascher: Mass halten. Männer, Bier und Brauen. Ein Reifeprozess. Fontis Verlag, Lüdenscheid 2021, ISBN 978-3-03848-219-2

### Allgemein
1. 1 2 3  Satzung der OJC in der Fassung vom 26. November 2008 S. 4, einsehbar beim Vereinsregister am Amtsgericht Darmstadt unter dem Zeichen VR 70609.
2. ↑  Die evangelischen Kommunitäten. Abgerufen am 26. Oktober 2024.
3. ↑  Fachverbände - Diakonie Deutschland. Abgerufen am 26. Oktober 2024.
4. ↑  Der Fels. Katholisches Wort in die Zeit, 39. Jahrgang, Mai 2008, S. 156 (PDF)
5. ↑  Angela Ludwig befragt Horst-Klaus Hofmann, 2008: Rot leuchteten die Sterne Die andere 68er Revolution lebt (Memento vom 13. September 2010 auf WebCite). Salzkorn. 2008/2 archiviert vom Original.
6. 1 2  Thomas Seiterich: Die 68er: Wie wir wurden, was wir sind: Schaut nicht beim Loben stets nur nach oben. Publik-Forum 13/2008 vom am 11. Juli 2008, Seite 19.
7. ↑  Bernd Hey, Volkmar Wittmütz: 1968 und die Kirchen. Verlag für Regionalgeschichte, Bielefeld 2008, ISBN 978-3-89534-717-7.
8. ↑  Hartmuth Becker: Die 68er und ihre Gegner: der Widerstand gegen die Kulturrevolution. Stocker, Graz/Stuttgart 2004, ISBN 3-7020-1005-X, S. 148.
9. ↑  Darmstädter Echo zitiert nach Dominik Klenk: Liebe Freunde! In Salzkorn 3/2008: Ran ans eingemachte! 40 Jahre OJC: Reif werden für´s Kommunitäre und wie die Frucht köstlich bleibt. S. 98.
10. ↑  Wie es angefangen hat – Die Liebe ist die einzige Währung, die im Himmel noch gültig ist. ojcos-stiftung, 2007, archiviert vom Original am 20. November 2012; abgerufen am 29. April 2010.
11. ↑  Auszug aus dem Vereinsregister beim Amtsgericht Darmstadt unter dem Zeichen VR 70609 vom 19. Oktober 2005.
12. ↑  OJC: Salzkorn 2/2008.
13. ↑  Christen müssen sich auf mehr Gegenwind einstellen. In: idea.de. 18. Mai 2012, archiviert vom Original (nicht mehr online verfügbar) am 29. Juni 2012; abgerufen am 1. Oktober 2012.  Info: Der Archivlink wurde automatisch eingesetzt und noch nicht geprüft. Bitte prüfe Original- und Archivlink gemäß Anleitung und entferne dann diesen Hinweis.
14. ↑  Erste Frau als Priorin der Offensive Junger Christen eingesegnet, idea.de, Meldung vom 9. Mai 2024.
15. ↑  OJC-Homepage: Vernetzung. OJC, abgerufen am 18. Februar 2013.
16. ↑  Fachverbände - Diakonie Deutschland. Abgerufen am 26. Oktober 2024.
17. ↑  Freizeitheime. Abgerufen am 12. Juli 2010.
18. ↑  Mitglieder - netzwerk-m e. V. Abgerufen am 26. Oktober 2024.
19. ↑  Peter Zimmerling: Evangelische Spiritualität: Wurzeln und Zugänge, Vandenhoeck & Ruprecht, Göttingen 2003, ISBN 3-525-56700-6, S. 160–165.
20. ↑  vgl. z. B. Oliver Maskan: Der Papst macht Christus groß. Die Tagespost, abgerufen am 18. Februar 2013.
21. ↑  Bei der EKD wird sie zu den evangelischen gezählt: Die evangelischen Kommunitäten – Bericht des Beauftragten des Rates der EKD für den Kontakt zu den evangelischen Kommunitäten 1997. 1997, archiviert vom Original (nicht mehr online verfügbar) am 4. Juli 2010; abgerufen am 20. Mai 2010 (Im Abschnitt: 10.1 Liste der zur Zeit vorhandenen kommunitären Gemeinschaften – b) Familienkommunitäten und Lebensgemeinschaften).  Info: Der Archivlink wurde automatisch eingesetzt und noch nicht geprüft. Bitte prüfe Original- und Archivlink gemäß Anleitung und entferne dann diesen Hinweis.
22. ↑  Peter Zimmerling: Chancen des Pietismus. Vortrag von Peter Zimmerling anlässlich der 170-Jahr-Feier der Pilgermission St. Chrischona am 13. März 2010. 13. März 2010, archiviert vom Original (nicht mehr online verfügbar) am 19. August 2010; abgerufen am 20. Mai 2010 (Als Beispiel im Abschnitt: 3. Vom Pietismus geprägte Menschen wollen als mündige Christen leben – und zwar Männer und Frauen gleichermaßen. Beteiligung und Partizipation sind die primären Formen, in denen sich ihre Zugehörigkeit zur Gemeinde äußert.).  Info: Der Archivlink wurde automatisch eingesetzt und noch nicht geprüft. Bitte prüfe Original- und Archivlink gemäß Anleitung und entferne dann diesen Hinweis.
23. ↑  Sie werden jährlich im Salzkorn mit Namen und Foto veröffentlicht, z. B. im Heft 6/2008 im Bilderbogen ab Seiten 216 ff. und 224 ff.
24. ↑  Auftrag und Leitbild, S. 6. (PDF; 620 kB) OJC, abgerufen am 18. Februar 2013.
25. ↑  Dominik Klenk (Hrsg.): Riskiere dein Herz: Wunder und Wagnisse – mit Gott erlebt. Brunnen Verlag, Gießen 2008, ISBN 978-3-7655-1909-3, S. 103.
26. ↑  Unser Auftrag: Menschen in Christus Heimat, Freundschaft und Richtung geben. Offensive Junger Christen, archiviert vom Original am 15. Dezember 2012; abgerufen am 8. Mai 2010.
27. ↑  Gedenkstätte vor der Haustür. echo online, 25. März 2011, archiviert vom Original (nicht mehr online verfügbar) am 10. Juli 2011; abgerufen am 31. März 2011.  Info: Der Archivlink wurde automatisch eingesetzt und noch nicht geprüft. Bitte prüfe Original- und Archivlink gemäß Anleitung und entferne dann diesen Hinweis.
28. ↑  Kirsten Sundermann: Nicht zum Stolpern, aber zum Innehalten. echo online, 2. April 2011, archiviert vom Original (nicht mehr online verfügbar) am 29. August 2011; abgerufen am 2. April 2011.  Info: Der Archivlink wurde automatisch eingesetzt und noch nicht geprüft. Bitte prüfe Original- und Archivlink gemäß Anleitung und entferne dann diesen Hinweis.
29. ↑  Deutsche Nichtregierungsorganisationen in der Entwicklungszusammenarbeit stellen sich vor – Offensive Junger Christen e. V. OJC. Paritätischer Wohlfahrtsverband, archiviert vom Original (nicht mehr online verfügbar) am 18. November 2007; abgerufen am 10. Mai 2008 (und Archiv: Länderindex (Memento vom 4. Oktober 2008 auf WebCite)).  Info: Der Archivlink wurde automatisch eingesetzt und noch nicht geprüft. Bitte prüfe Original- und Archivlink gemäß Anleitung und entferne dann diesen Hinweis.
30. ↑  Maßnahmen von Nichtregierungsorganisationen zugunsten von Kindern seit 2005. (PDF) Deutscher Bundestag, S. 13, archiviert vom Original (nicht mehr online verfügbar) am 7. März 2016; abgerufen am 9. September 2010 (Drucksache [16/6076]).  Info: Der Archivlink wurde automatisch eingesetzt und noch nicht geprüft. Bitte prüfe Original- und Archivlink gemäß Anleitung und entferne dann diesen Hinweis.
31. ↑  Eine Gedenktafel für die ehemalige Synagoge und eine Gedenkstunde setzen in Reichelsheim Zeichen. Echo online, 17. Juni 2017, abgerufen am 7. März 2021.
32. ↑  Vernissage zur Ausstellung. OJC, abgerufen am 7. März 2021.
33. ↑  In der Bensheimer Studie sagt das DIJG über sich selbst aus: „Das Institut […] hat sich in einem eigenen Forschungszweig […] beschäftigt.“
34. ↑  Leonie Seifert: Diskriminierung: Schwulenhetze, streng wissenschaftlich. In: Die Zeit online, 11. August 2009.
35. ↑  Stellungnahme für den Rechtsausschuß des Bundestages | DIJG – Fußnote 7. Abgerufen am 25. Oktober 2017.
36. ↑  Annette Langer: Homosexualität: Verein bietet angebliche Therapie an. In: Der Spiegel. 5. Dezember 2012, ISSN 2195-1349 (spiegel.de [abgerufen am 13. Januar 2022]).
37. ↑  Michael Hollenbach: Homosexuelle und Kirchen - Konversionstherapien sollen verboten werden. In: Deutschlandfunk. Abgerufen am 13. Januar 2022.
38. ↑  Jennifer Stange: Die selbst ernannten Schwulenheiler treffen sich in Kassel. In: DIE ZEIT. Abgerufen am 13. Januar 2022.
39. ↑  Homosexualität und Promiskuität. Deutsches Institut für Jugend und Gesellschaft, abgerufen am 25. Oktober 2017.
40. ↑  Kleine Anfrage der Abg. Kai Klose (Bündnis 90/Die Grünen) vom 19. Oktober 2012 betreffend Durchführung von Therapien zur „Heilung von Homosexualität“ in Hessen und Antwort des Sozialministers. (PDF; 77 kB) Hessischer Landtag, 29. November 2012, abgerufen am 13. Dezember 2012.
41. 1 2  Annette Langer: Staatsförderung für Homosexuellen-Therapie. SPON, 5. Dezember 2012, abgerufen am 13. Dezember 2012.
42. ↑  „Homo-Therapie“: Land überprüft evangelischen Verein. Echo online, 5. Dezember 2012, archiviert vom Original am 13. Dezember 2012; abgerufen am 13. Dezember 2012.
43. ↑  Elke Pechmann: Pressemitteilung zu angeblich vom DIJG angebotenen Therapien zur „Heilung“ homosexueller Menschen. OJC, 5. Dezember 2012, abgerufen am 13. Dezember 2012.
44. ↑  Christl Ruth Vonholdt: Presseerklärung des Deutschen Instituts für Jugend und Gesellschaft (DIJG). Betreff: Antwort des hessischen Sozialministers Stefan Grüttner auf die Kleine Anfrage des Abgeordneten Kai Klose. DIJG, 4. Dezember 2012, abgerufen am 13. Dezember 2012.
45. ↑  Stellungnahme zur FSJ-Arbeit der OJC. OJC, 4. Dezember 2012, abgerufen am 13. Dezember 2012.
46. ↑  Streit um „Heilung“ Homosexueller: Diakonie sieht Vorwürfe ausgeräumt. evangelisch.de, 5. Dezember 2012, abgerufen am 13. Dezember 2012.
47. ↑  Stellungnahme zum Gesetz zum Schutz vor Konversionsbehandlungen. DIJG, abgerufen am 7. März 2021.